# Липозома
Липозомите представляват изкуствено създадени структури (мехурчета) на липидна основа, отделени от водната среда с двуслойна фосфолипидна мембрана от растителен произход. Произведени са за първи път през 1961 г. в Англия.
Липозомите се използват в медицинската козметика, тъй като могат безпрепятствено да преминават през клетъчната мембрана и така да внасят в клетката лекарствени вещества на водна основа. След като проникнат дълбочината на кожата, липозомите започват постепенно да се разпукват и по този начин да освобождават вложените в тях биологично-активни вещества. Процесът е поетапен, като може да трае около 8 часа.